# Грабау (Лауэнбург)
Грабау (нем. Grabau) — община в Германии, в земле Шлезвиг-Гольштейн.
Входит в состав района Герцогство Лауэнбург. Подчиняется управлению Шварценбек-Ланд. Население составляет 292 человека (на 31 декабря 2010 года). Занимает площадь 4,1 км². Впервые упоминается в 1230 году.